# Lista de finais femininas em duplas do Torneio de Wimbledon
Esta é a lista de finais femininas em duplas do Torneio de Wimbledon.

## Por ano

### Era aberta
| Ano                                                           | Campeãs                                  | Vice-campeãs                              | Resultado       | Piso |
| ------------------------------------------------------------- | ---------------------------------------- | ----------------------------------------- | --------------- | ---- |
| 2025                                                          | Veronika Kudermetova Elise Mertens       | Jelena Ostapenko Hsieh Su-Wei             | 3-6, 6-2, 6-4   |      |
| 2024                                                          | Kateřina Siniaková Taylor Townsend       | Gabriela Dabrowski Erin Routliffe         | 7–65, 7–61      |      |
| 2023                                                          | Hsieh Su-wei Barbora Strýcová            | Storm Hunter Elise Mertens                | 7–5, 6–4        |      |
| 2022                                                          | Barbora Krejčíková Kateřina Siniaková    | Elise Mertens Zhang Shuai                 | 6–2, 6–4        |      |
| 2021                                                          | Hsieh Su-wei Elise Mertens               | Veronika Kudermetova Elena Vesnina        | 3–6, 7–5, 9–7   |      |
| Torneio não realizado em 2020, devido à pandemia de COVID-19. |                                          |                                           |                 |      |
| 2019                                                          | Hsieh Su-wei Barbora Strýcová            | Gabriela Dabrowski Xu Yifan               | 6–2, 6–4        |      |
| 2018                                                          | Barbora Krejčíková Kateřina Siniaková    | Nicole Melichar Květa Peschke             | 6–4, 4–6, 6–0   |      |
| 2017                                                          | Ekaterina Makarova Elena Vesnina         | Chan Hao-ching Monica Niculescu           | 6–0, 6–0        |      |
| 2016                                                          | Serena Williams Venus Williams           | Tímea Babos Yaroslava Shvedova            | 6–3, 6–4        |      |
| 2015                                                          | Martina Hingis Sania Mirza               | Ekaterina Makarova Elena Vesnina          | 5–7, 7–64, 7–5  |      |
| 2014                                                          | Sara Errani Roberta Vinci                | Tímea Babos Kristina Mladenovic           | 6–1, 6–3        |      |
| 2013                                                          | Hsieh Su-wei Peng Shuai                  | Ashleigh Barty Casey Dellacqua            | 7–61, 6–1       |      |
| 2012                                                          | Serena Williams Venus Williams           | Andrea Hlaváčková Lucie Hradecká          | 7–5, 6–4        |      |
| 2011                                                          | Květa Peschke Katarina Srebotnik         | Sabine Lisicki Samantha Stosur            | 6–3, 6–1        |      |
| 2010                                                          | Vania King Yaroslava Shvedova            | Elena Vesnina Vera Zvonareva              | 7–66, 6–2       |      |
| 2009                                                          | Serena Williams Venus Williams           | Samantha Stosur Rennae Stubbs             | 7–64, 6–4       |      |
| 2008                                                          | Serena Williams Venus Williams           | Lisa Raymond Samantha Stosur              | 6–2, 6–2        |      |
| 2007                                                          | Cara Black Liezel Huber                  | Katarina Srebotnik Ai Sugiyama            | 3–6, 6–3, 6–2   |      |
| 2006                                                          | Yan Zi Zheng Jie                         | Virginia Ruano Pascual Paola Suárez       | 6–3, 3–6, 6–2   |      |
| 2005                                                          | Cara Black Liezel Huber                  | Svetlana Kuznetsova Amélie Mauresmo       | 6–2, 6–1        |      |
| 2004                                                          | Cara Black Rennae Stubbs                 | Liezel Huber Ai Sugiyama                  | 6–3, 7–65       |      |
| 2003                                                          | Kim Clijsters Ai Sugiyama                | Virginia Ruano Pascual Paola Suárez       | 6–4, 6–4        |      |
| 2002                                                          | Serena Williams Venus Williams           | Virginia Ruano Pascual Paola Suárez       | 6–2, 7–5        |      |
| 2001                                                          | Lisa Raymond Rennae Stubbs               | Kim Clijsters Ai Sugiyama                 | 6–4, 6–3        |      |
| 2000                                                          | Serena Williams Venus Williams           | Julie Halard Decugis Ai Sugiyama          | 6–3, 6–2        |      |
| 1999                                                          | Lindsay Davenport Corina Morariu         | Mariaan de Swardt Elena Tatarkova         | 6–4, 6–4        |      |
| 1998                                                          | Martina Hingis Jana Novotná              | Lindsay Davenport Natasha Zvereva         | 6–3, 3–6, 8–6   |      |
| 1997                                                          | Gigi Fernández Natasha Zvereva           | Nicole Arendt Manon Bollegraf             | 7–64, 6–4       |      |
| 1996                                                          | Martina Hingis Helena Suková             | Meredith McGrath Larisa Savchenko Neiland | 5–7, 7–5, 6–1   |      |
| 1995                                                          | Jana Novotná Arantxa Sánchez Vicario     | Gigi Fernández Natalia Zvereva            | 5–7, 7–5, 6–4   |      |
| 1994                                                          | Gigi Fernández Natasha Zvereva           | Jana Novotná Arantxa Sánchez Vicario      | 6–4, 6–1        |      |
| 1993                                                          | Gigi Fernández Natasha Zvereva           | Larisa Savchenko Neiland Jana Novotná     | 6–4, 46–7, 6–4  |      |
| 1992                                                          | Gigi Fernández Natasha Zvereva           | Larisa Savchenko Neiland Jana Novotná     | 6–4, 6–1        |      |
| 1991                                                          | Larisa Savchenko Neiland Natasha Zvereva | Gigi Fernández Jana Novotná               | 6–4, 3–6, 6–4   |      |
| 1990                                                          | Jana Novotná Helena Suková               | Kathy Jordan Elizabeth Sayers Smylie      | 6–3, 6–4        |      |
| 1989                                                          | Jana Novotná Helena Suková               | Larisa Savchenko Neiland Natalia Zvereva  | 6–1, 6–2        |      |
| 1988                                                          | Steffi Graf Gabriela Sabatini            | Larisa Savchenko Neiland Natalia Zvereva  | 6–3, 1–6, 12–10 |      |
| 1987                                                          | Claudia Kohde-Kilsch Helena Suková       | Betsy Nagelsen Elizabeth Sayers Smylie    | 7–5, 7–5        |      |
| 1986                                                          | Martina Navrátilová Pam Shriver          | Hana Mandlíková Wendy Turnbull            | 6–1, 6–3        |      |
| 1985                                                          | Kathy Jordan Elizabeth Sayers Smylie     | Martina Navrátilová Pam Shriver           | 5–7, 6–3, 6–4   |      |
| 1984                                                          | Martina Navrátilová Pam Shriver          | Kathy Jordan Anne Smith                   | 6–3, 6–4        |      |
| 1983                                                          | Martina Navrátilová Pam Shriver          | Rosie Casals Wendy Turnbull               | 6–2, 6–2        |      |
| 1982                                                          | Martina Navrátilová Pam Shriver          | Kathy Jordan Anne Smith                   | 6–4, 6–1        |      |
| 1981                                                          | Martina Navrátilová Pam Shriver          | Kathy Jordan Anne Smith                   | 6–3, 7–66       |      |
| 1980                                                          | Kathy Jordan Anne Smith                  | Rosie Casals Wendy Turnbull               | 4–6, 7–5, 6–1   |      |
| 1979                                                          | Billie Jean King Martina Navrátilová     | Betty Stöve Wendy Turnbull                | 5–7, 6–3, 6–2   |      |
| 1978                                                          | Kerry Melville Reid Wendy Turnbull       | Mima Jaušovec Virginia Ruzici             | 4–6, 9–810, 6–3 |      |
| 1977                                                          | Helen Gourlay Cawley JoAnne Russell      | Martina Navrátilová Betty Stöve           | 6–3, 6–3        |      |
| 1976                                                          | Chris Evert Martina Navrátilová          | Billie Jean King Betty Stöve              | 6–1, 3–6, 7–5   |      |
| 1975                                                          | Ann Kiyomura Kazuko Sawamatsu            | Françoise Durr Betty Stöve                | 7–5, 1–6, 7–5   |      |
| 1974                                                          | Evonne Goolagong Cawley Peggy Michel     | Helen Gourlay Cawley Karen Krantzcke      | 2–6, 6–4, 6–3   |      |
| 1973                                                          | Rosie Casals Billie Jean King            | Françoise Durr Betty Stöve                | 6–1, 4–6, 7–5   |      |
| 1972                                                          | Billie Jean King Betty Stöve             | Judy Tegart Dalton Françoise Durr         | 6–2, 4–6, 6–3   |      |
| 1971                                                          | Rosie Casals Billie Jean King            | Margaret Court Evonne Goolagong Cawley    | 6–3, 6–2        |      |
| 1970                                                          | Rosie Casals Billie Jean King            | Françoise Durr Virginia Wade              | 6–2, 6–3        |      |
| 1969                                                          | Margaret Court Judy Tegart Dalton        | Patti Hogan Peggy Michel                  | 9–7, 6–2        |      |
| 1968                                                          | Rosie Casals Billie Jean King            | Françoise Durr Ann Haydon Jones           | 3–6, 6–4, 7–5   |      |

### Era amadora
| Ano                                                                        | Campeãs                                     | Vice-campeãs                                      | Resultado      | Piso |
| -------------------------------------------------------------------------- | ------------------------------------------- | ------------------------------------------------- | -------------- | ---- |
| 1967                                                                       | Rosie Casals Billie Jean King               | Maria Esther Bueno Nancy Richey                   | 9–11, 6–4, 6–2 |      |
| 1966                                                                       | Maria Esther Bueno Nancy Richey Gunter      | Margaret Court Judy Tegart Dalton                 | 6–3, 4–6, 6–4  |      |
| 1965                                                                       | Maria Esther Bueno Billie Jean King         | Françoise Durr Jeanine Lieffrig                   | 6–2, 7–5       |      |
| 1964                                                                       | Margaret Court Lesley Turner Bowrey         | Billie Jean King Karen Hantze Susman              | 7–5, 6–2       |      |
| 1963                                                                       | Maria Esther Bueno Darlene Hard             | Robyn Ebbern Margaret Court                       | 8–6, 9–7       |      |
| 1962                                                                       | Karen Hantze Susman Billie Jean King        | Sandra Reynolds Price Renee Schuurman Haygarth    | 5–7, 6–3, 7–5  |      |
| 1961                                                                       | Karen Hantze Susman Billie Jean King        | Jan Lehane O'Neill Margaret Court                 | 6–3, 6–4       |      |
| 1960                                                                       | Maria Esther Bueno Darlene Hard             | Sandra Reynolds Price Renee Schuurman Haygarth    | 6–4, 6–0       |      |
| 1959                                                                       | Jeanne Arth Darlene Hard                    | Beverly Baker Fleitz Christine Truman Janes       | 2–6, 6–2, 6–3  |      |
| 1958                                                                       | Maria Esther Bueno Althea Gibson            | Margaret Osborne duPont Margaret Varner Bloss     | 6–3, 7–5       |      |
| 1957                                                                       | Althea Gibson Darlene Hard                  | Mary Bevis Hawton Thelma Coyne Long               | 6–1, 6–2       |      |
| 1956                                                                       | Angela Buxton Althea Gibson                 | Fay Muller Daphne Seeney                          | 6–1, 8–6       |      |
| 1955                                                                       | Angela Mortimer Barrett Anne Shilcock       | Shirley Brasher Bloomer Patricia Ward Hales       | 7–5, 6–1       |      |
| 1954                                                                       | Louise Brough Clapp Margaret Osborne duPont | Shirley Fry Irvin Doris Hart                      | 4–6, 9–7, 6–3  |      |
| 1953                                                                       | Shirley Fry Irvin Doris Hart                | Maureen Connolly Brinker Julie Sampson Haywood    | 6–0, 6–0       |      |
| 1952                                                                       | Shirley Fry Irvin Doris Hart                | Louise Brough Clapp Maureen Connolly Brinker      | 8–6, 6–3       |      |
| 1951                                                                       | Shirley Fry Irvin Doris Hart                | Louise Brough Clapp Margaret Osborne duPont       | 6–3, 13–11     |      |
| 1950                                                                       | Louise Brough Clapp Margaret Osborne duPont | Shirley Fry Doris Hart                            | 6–4, 5–7, 6–1  |      |
| 1949                                                                       | Louise Brough Clapp Margaret Osborne duPont | Gussie Moran Patricia Canning Todd                | 8–6, 7–5       |      |
| 1948                                                                       | Louise Brough Clapp Margaret Osborne duPont | Doris Hart Patricia Canning Todd                  | 6–3, 3–6, 6–3  |      |
| 1947                                                                       | Patricia Canning Todd Doris Hart            | Louise Brough Margaret Osborne duPont             | 3–6, 6–4, 7–5  |      |
| 1946                                                                       | Louise Brough Clapp Margaret Osborne duPont | Pauline Betz Addie Doris Hart                     | 6–3, 2–6, 6–3  |      |
| Torneio não realizado entre 1940 e 1945, devido à Segunda Guerra Mundial.  |                                             |                                                   |                |      |
| 1939                                                                       | Sarah Palfrey Cooke Alice Marble            | Helen Jacobs Billie Yorke                         | 6–1, 6–0       |      |
| 1938                                                                       | Sarah Palfrey Cooke Alice Marble            | Simone Mathieu Billie Yorke                       | 6–2, 6–3       |      |
| 1937                                                                       | Simone Mathieu Billie Yorke                 | Phyllis Mudford King Mrs J.B. Pitman              | 6–3, 6–3       |      |
| 1936                                                                       | Freda James Kay Stammers Bullitt            | Sarah Palfrey Cooke Helen Jacobs                  | 6–2, 6–1       |      |
| 1935                                                                       | Freda James Kay Stammers Bullitt            | Simone Mathieu Hilde Krahwinkel Sperling          | 6–1, 6–4       |      |
| 1934                                                                       | Simone Mathieu Elizabeth Ryan               | Mrs D.B. Andrus Sylvia Henrotin                   | 6–3, 6–3       |      |
| 1933                                                                       | Simone Mathieu Elizabeth Ryan               | Freda James Billie Yorke                          | 6–2, 9–11, 6–4 |      |
| 1932                                                                       | Doris Metaxa Josane Sigart                  | Elizabeth Ryan Helen Jacobs                       | 6–4, 6–3       |      |
| 1931                                                                       | Phyllis Mudford Dorothy Shepherd-Barron     | Doris Metaxa Josane Sigart                        | 3–6, 6–3, 6–4  |      |
| 1930                                                                       | Elizabeth Ryan Helen Wills Moody            | E.A. Cross Sarah Palfrey Cooke                    | 6–2, 9–7       |      |
| 1929                                                                       | Phoebe Holcroft Watson Peggy Saunders       | Phyllis Covell Dorothy Shepherd–Barron            | 6–4, 8–6       |      |
| 1928                                                                       | Phoebe Holcroft Watson Peggy Saunders       | Ermyntrude Harvey Eileen Bennett Whittingstall    | 6–2, 6–3       |      |
| 1927                                                                       | Elizabeth Ryan Helen Wills Moody            | Bobbie Heine Irene Bowder Peacock                 | 6–3, 6–2       |      |
| 1926                                                                       | Mary Browne Elizabeth Ryan                  | Kathleen McKane Godfree Evelyn Colyer             | 6–1, 6–1       |      |
| 1925                                                                       | Suzanne Lenglen Elizabeth Ryan              | A.V. Bridge Mary McIlquham                        | 6–2, 6–2       |      |
| 1924                                                                       | Hazel Hotchkiss Wightman Helen Wills Moody  | Phyllis Covell Kathleen McKane Godfree            | 6–4, 6–4       |      |
| 1923                                                                       | Suzanne Lenglen Elizabeth Ryan              | Evelyn Colyer Joan Austin                         | 6–3, 6–1       |      |
| 1922                                                                       | Suzanne Lenglen Elizabeth Ryan              | Margaret McKane Stocks Kathleen McKane Godfree    | 6–0, 6–4       |      |
| 1921                                                                       | Suzanne Lenglen Elizabeth Ryan              | Geraldine Beamish Irene Bowder Peacock            | 6–1, 6–2       |      |
| 1920                                                                       | Suzanne Lenglen Elizabeth Ryan              | Dorothea Lambert Chambers Ethel Thomson Larcombe  | 6–4, 6–0       |      |
| 1919                                                                       | Suzanne Lenglen Elizabeth Ryan              | Dorothea Lambert Chambers Ethel Thomson Larcombe  | 4–6, 7–5, 6–3  |      |
| Torneio não realizado entre 1915 e 1918, devido à Primeira Guerra Mundial. |                                             |                                                   |                |      |
| 1914                                                                       | Agatha Morton Elizabeth Ryan                | Ethel Thomson Larcombe Edith Hannam               | 6–1, 6–3       |      |
| 1913                                                                       | Dora Boothby Winifred McNair                | Charlotte Cooper Sterry Dorothea Lambert Chambers | 4–6, 2–4, ab.  |      |

Pisos: 
      Duro 
      Saibro 
      Grama 
      Carpete 